# Nisída Agathonísion
Nisída Agathonísion (Gaidaro Island) är en ö i Grekland.   Den ligger i prefekturen Nomós Dodekanísou och regionen Sydegeiska öarna, i den östra delen av landet, 290 km öster om huvudstaden Aten. Arean är 14,5 kvadratkilometer.
Terrängen på Nisída Agathonísion är lite kuperad. Öns högsta punkt är 206 meter över havet. Den sträcker sig 3,7 kilometer i nord-sydlig riktning, och 7,3 kilometer i öst-västlig riktning.